# Craig Thompson
Craig Matthew Thompson, ameriški stripar, * 21. september 1975.
Je Ameriški  stripar. V Sloveniji je znan predvsem po avtobiografskem delu v stripu Odeje. Rodil se je v zvezni državi Michigan, vendar je živel v kmečki hiši v Winscosinu. Ima brata Phila, ki se je rodil leta 1980.
Delo: Njegov prvi strip je bil Good-bye, Chunky Rice, ki govori o prijateljstvu med želvo in miško. Vendar ta strip ni bil tako uspel kot njegov avtobiografski strip Odeje. Zadnje besede v tem stripu so: Kakšen užitek je pustiti sled na prazni površini. Izdelati zemljevid iz lastnih premikov... pa čeprav samo za hip ali dva.
1. ↑  SNAC — 2010.
2. ↑  Lambiek Comiclopedia — Lambiek, 1999.